# Поморска археологија
Поморска археологија истражује, тумачи и чува поморско наслеђе човечанства.
Њене три гране проучавају подморје, пловидбу и поморске културе.

## Подморска археологија
Ово је археологија бродских олупина и њихових налазишта.
Она проучава како долази до бродолома, како брод тоне на дно и како се остаци брода и терета распадају кроз време.
У подморској археологији врло су важне технике проучавања олупина и одржавање археолошких налаза.

### Историја
Већ Аристотел у 4. веку пре Христа спомиње рониоце који су као помагало имали бронзано звоно са ваздухом.
Касније, у старом Риму,Уринаторессу вадили богате терете из потонулих бродова.
Ипак, све до 17. века, упркос пројектима изумитеља попут Леонарда да Винчија, ствари су напредовале споро.
Нови подстицаји, које су између осталих дали Кесслер и Халеј, покренули су низ истраживања и проналаска до наших дана.
Од првог ронилачког звона до ронилачког одела Гагнана (Gagnana) и Цоустеауа (Cousteau)а, подморска истраживања јако су напредовала.
Човек се мало-помало све више удаљавао од морске површине, па данас може радити на 300 метара дубине, спуштати се појединачно до 600 метара и у подморници до 11.000 метара.

### Хронологија
1 век пре Христа - Рониоци звани Уринаторес ваде један део амфора из римске олупине код града Мадрагуе де Гиенс.
4. век наше ере - Римски писац Флавије Ренат говори о човеку који се креће под водом удишући ваздух из мешине.
15. век - Леонардо да Винчи у Кодек Атлантика црта ронилачко пераје и дисалицу.
1535. - Францеско де Марчи у дрвеној кациги и кристалном визиру зарања до потонулог римског брода у језеру Неми.
1616. -Франц Кеслер израђује прво ронилачко звоно.
Крајем 17. века - Едмунд Халеј усавршава Кеслерово звоно.
1797. - Усавршена је Клингертова машина. Ронилац је и даље спојен на уроњени сандук са ваздухом под притиском.
1837. - Огист Зибе израђује прво практично ронилачко одело, које се пуни ваздухом помоћу пумпе на површини.
1926. - Ивес Ле Пријер израђује прво ронилачко одело са сопственим пуњењем.
1934. - Луис де Корлеи израђује прва ронилачка пераја.
1943. - Гагнан и Цоустеау израђују ронилачко одело са регулацијом кисеоника.
1950. - Археолог Нино Ламбоглиа вади амфоре из олупине римског брода у Албенга помоћу механичког витла.
1952. - Прво подморско археолошко истраживање под вођством Цоустеауа на налазишту Гранд Цонглоуе (Grand Congloué) у Марсеју.

### Технике истраживања
Као прво, налазиште треба очистити. Кад је покривено густим алгама, користи се штрцаљка, која разбија седимент.
Кад је налазиште чисто, полаже се референтна мрежа која служи за рачунање координата. Класична је метода постављање
четвороугаоне мреже најлонских жица или ПВЦ-цеви са квадратима од 2х2 или 4х4 метра.
Олупина се истражује помоћу јаких подводних усисивача на ваздух и на воду. Налази се директно нумеришу, и на њихове фотографије се ставља ознака. Затим се нумерисани налази уносе у план.
Однедавно је могуће и виртуално подморско истраживање - машине снимају хиљаде фотографија олупине, које се затим реконструишу у једну слику на компјутеру.

### Одређивање старости
Захваљујући нуклеарној физици и акцелераторима, довољна је мала количина угљеника с неког предмета да се одреди његова старост.
Дендрохронологија је техника која омогућава врло прецизно одређивање старости археолошких налазишта која садрже дрво. Посебно је корисна за потонуле дрвене бродове. Заправо, ова техника проучава годове на дрвету и одређује климатски период које одражавају ти годови.
Радиографија се користи за проучавање металних предмета, нпр. оружја које је прекривено тврдим морским сегментима.

### Одржавање
Електролиза чисти површине одређених метала, као што је олово или сребро, као и металних површина које нису доступне другим техникама, нпр. унутрашњост бронзаних топова. Осим тога, служи и за стабилизацију и деконтаминацију
неких метала, јер скида хлориде који се таложе на археолошким металима.
Обично сушење испаравањем може уништити археолошку кожу или дрво кад су пуни воде. Зато се користи лиофилизација, контролисано сушење уз хемијску обраду. Предмет се прво импрегнира, затим се замрзне, а онда се лед под ниским притиском претвара у пару, а да не прође кроз текуће агрегатно стање. Пара се затим кондензује на врло ниској температури.